# Playa de San Miguel (Cartaya)
La Playa de San Miguel es el nombre con el que se conoce playa situada entre los núcleos urbanos de Nuevo Portil y El Rompido, ambos pertenecientes a la localidad de Cartaya, Provincia de Huelva (España).
Es una playa dentro del campo de acción de la desembocadura del Río Piedras y la Flecha de El Rompido con vegetación autóctona (pinos, retamas) y especies animales como el camaleón. Tomó su nombre del castillo de San Miguel de Arca de Buey en El Rompido, abandonado en el siglo XVI por las frecuentes incursiones de piratas berberiscos y finalmente destruido por piratas holandeses.
- Datos: Q6079001